# Publius Terentius Afer

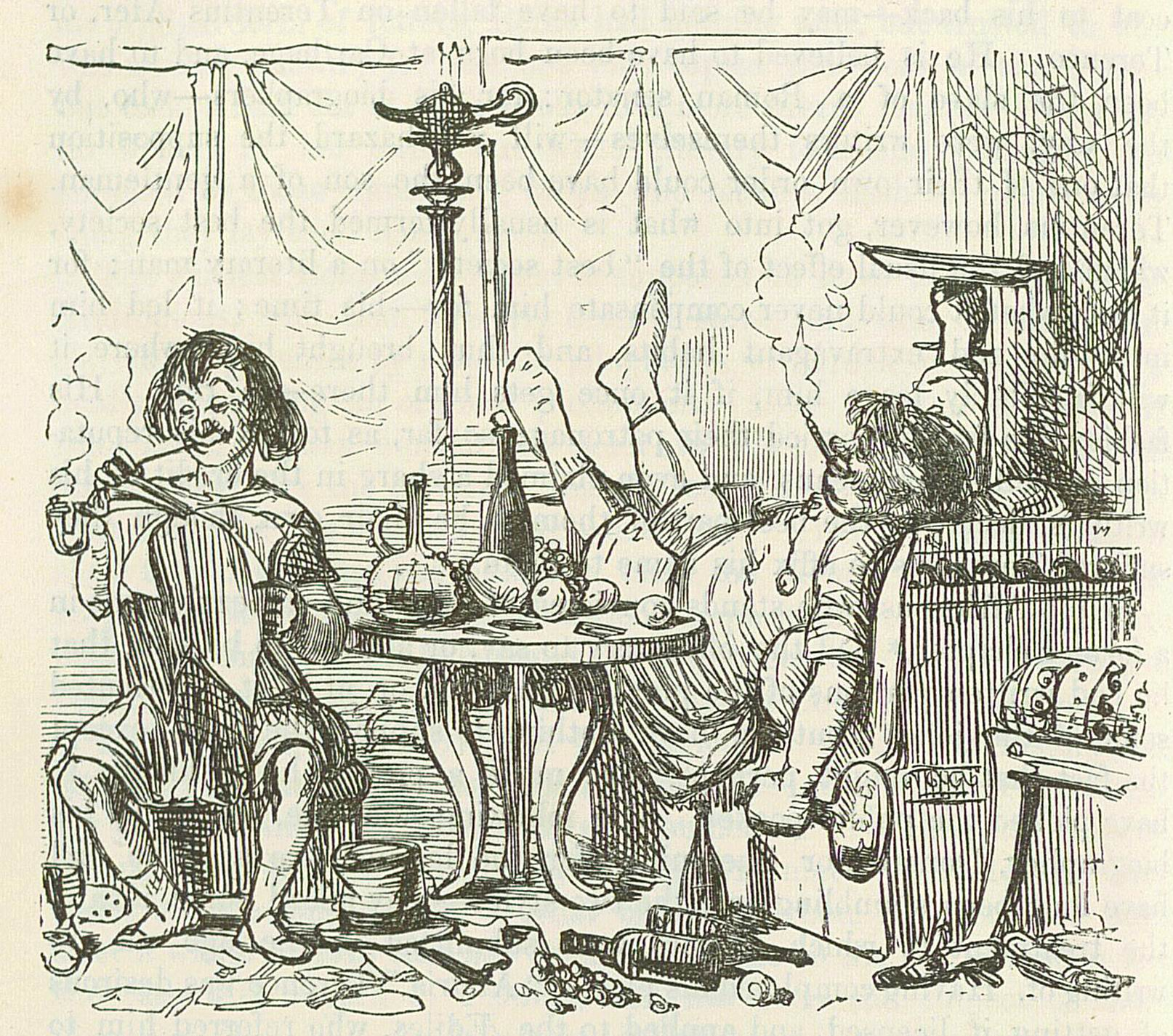
Comic History of Rome p. 210 Terentius leest zijn toneelstuk voor aan Caecilius

Publius Terentius Afer (Carthago ca. 195/190 v.Chr. – 159 v.Chr.) was een Latijns schrijver, die als slaaf naar Rome werd gehaald. Later werd hij vrijgelaten, en maakte carrière als blijspeldichter. Michel de Montaigne noemt hem in zijn Essais (XXXIV) een "Afrikaanse lijfeigene".

## Leven
Terentius Afer werd geboren in Carthago. Nadat zijn vaderstad verslagen was in de Tweede Punische Oorlog, werd hij als gevangene meegenomen door Terentius Lucanus, een Romeinse senator. In Rome kreeg hij de naam van zijn meester Terentius, die hem later vrijliet nadat hij hem degelijk onderwijs had gegeven. Zijn cognomen 'Afer' ('Afrikaan') herinnert aan zijn afkomst. Hij was niet Carthaags, hoewel hij daar wel geboren was. De bijnaam 'Afer' werd alleen gebruikt door de inwoners van de provincie Africa, niet door de Carthagers. Het vrijlaten van een slaaf of lijfeigene was niet ongebruikelijk. Wat wel bijzonder is, is dat Terentius Afer vriend wordt van Scipio Africanus en zijn vriend Laelius. Deze mannen hebben in latere tijden veel invloed op de cultuur in Rome.
Terentius beheerste het Latijn en het Grieks uitstekend en vanaf zijn twintigste tot zijn vijfentwintigste schreef hij zes theaterstukken in zes jaar tijd, waarbij elk stuk in één jaar werd geschreven. Zo werd hij een beroemde blijspeldichter, die in zijn tijd door de vakgenoten werd benijd. Hij maakte zich perfect de zuiverste inheemse stijl en taal eigen.
Daardoor werd hij onder meer verdacht van plagiaat, men dacht dat Scipio en Laelius zijn blijspelen hadden geschreven, of in ieder geval delen ervan
Terentius verdedigde zich bekwaam en na zekere tijd kon hij ook bewijzen dat hij op dit punt onschuldig was. In een woord vooraf bij een van zijn toneelstukken schreef Terentius dat hij het een eer vond dat de lievelingsschrijvers van het Romeinse volk hem geholpen zouden hebben. Zie daarvoor de voetnoot. Montaigne vond in Terentius' werk verder nog passages uit de werken van Cicero, Quintilianus en Scipio, de latere encyclopedist Diderot wees die verwijzingen niet van de hand, maar hield de vraag open.
Het eerste blijspel dat Terentius schreef moest hij voorlezen aan Caecilus. Terentius moest op een kleine stoel naast de bank van Caecilus gaan zitten. Na de eerste verzen nodigde Caecilus hem uit om naast hem op de bank te komen zitten; hij vond het prachtig.
Terentius wist zich een plaats te veroveren in de befaamde literaire kring van jonge aristocraten waar Scipio Minor en Gaius Laelius Sapiens (Scipionenkring) de scepter zwaaiden. Na tussen de jaren 166 en 160 v. Chr. blijspelen te hebben gepubliceerd, vertrok Terentius naar Griekenland. Zijn waarschijnlijke stervensjaar is 159 v.Chr.. In ieder geval overleed Terentius nog voor de Derde Punische Oorlog. Tijdgenoten meldde dat hij op zee was omgekomen.
Terentius wordt beschreven als iemand met een doorsnee lengte en donkere huidskleur. Hij liet een dochter achter die later trouwde met een Romeinse ridder. Ten tijde van Terentius' overlijden bezat hij een huis met zes hectare grond.

## Werk

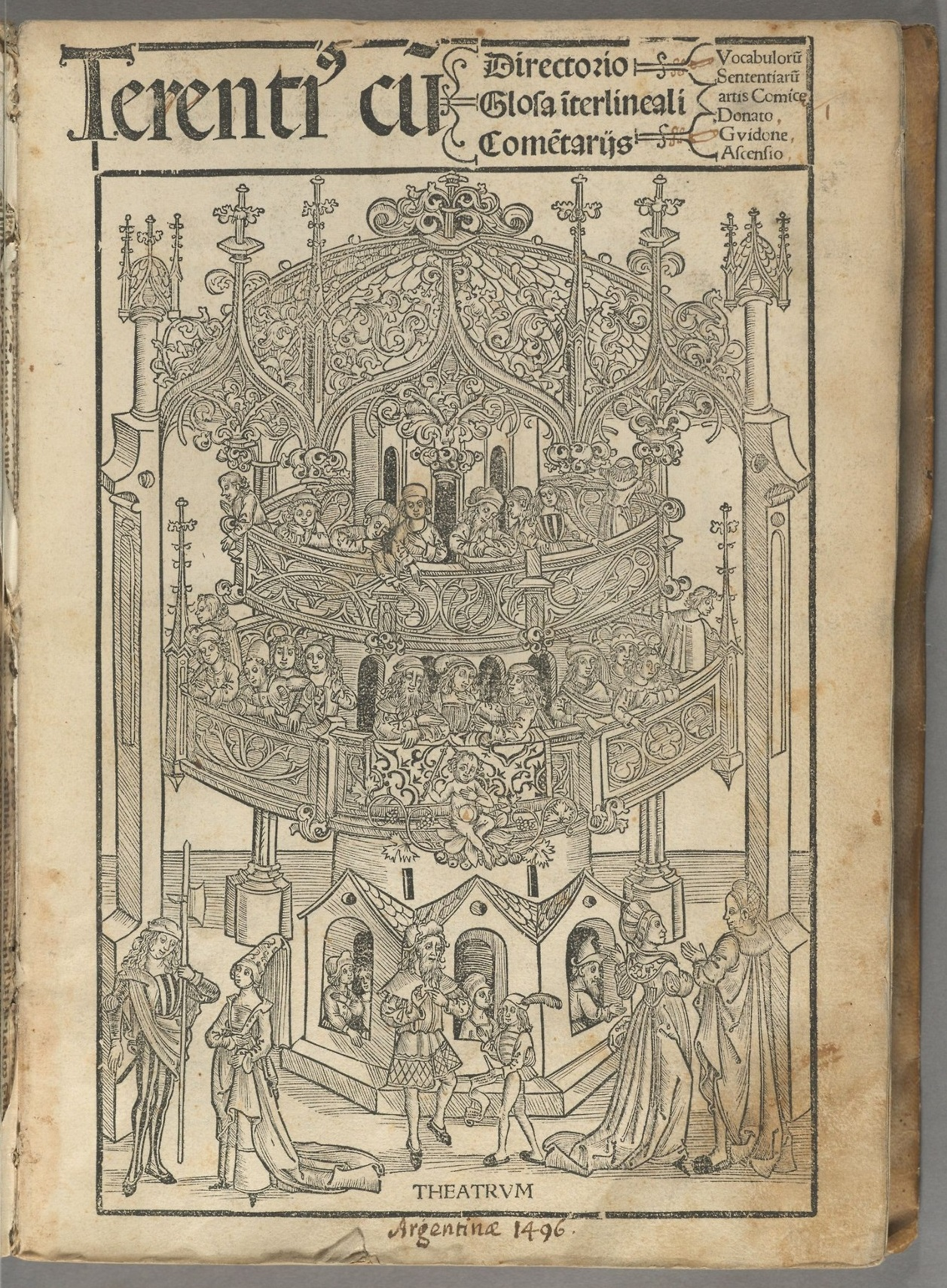
Werken van Terentius

Terentius schreef in een tijd van vrede. De Romeinen hadden de slag bij Pydna gewonnen en hadden hierdoor de Macedoniërs verslagen. De Griekse cultuur kreeg steeds meer invloed op Rome. Zijn stukken zijn, evenals die van zijn voorganger Plautus, navolgingen van Griekse modellen. Echter, bij Terentius is de komedie, een lyrische klucht, veranderd in een psychologisch drama. Daarbij nam een geestelijke verfijning toe, maar werd aan levendigheid ingeboet. Terentius' aansluiting bij Griekse voorbeelden is nauwer dan die bij Plautus. Vooral de Griekse blijspelen van Menander hebben Terentius tot voorbeeld gediend. De werken die Terentius schreef gingen bijna altijd over een Athener, en speelden zich ook af in Athene, behalve wanneer het verhaal een buitenlander nodig had.
Vergeleken met Plautus was de stijl van Terentius rustiger, met beter uitgewerkte karakters. Terentius is ook een stuk braver dan Plautus. Daarom groeide Terentius in zijn werken in de hele Oudheid, Middeleeuwen en Renaissance uit tot een geliefd auteur voor onderwijs aan scholen, in tegenstelling tot Plautus. Acteurs die iets ouder zijn zullen zich wat meer thuis voelen in Terentius' stukken, want het gaat hier vooral om de dialogen; hysterisch stuntwerk komt er niet aan te pas. In deze stukken wordt ook nauwelijks gescholden, en in alle zes de blijspelen wordt maar twee keer het woord kussen genoemd; in de stukken van Terentius wordt er niet gekust.
Terentius prefereerde ook een ander soort proloog. Waar Plautus gedurende het stuk de inhoudelijke informatie prijsgaf, koos Terentius voor een voorafgaande toespraak tot het publiek waarin de kunst en de aanpak werden verdedigd. In twee van die prologen liet Terentius Lucius Ambivius Turpio, de leider van het toneelgezelschap die wat meer ervaring had dan de jonge Terentius zelf, een reactie geven op de kritiek die op vorige stukken werd geuit.
Terentius werd beschuldigd van het toepassen van het procedé van de contaminatio. Dit het is samenvoegen van twee Griekse stukken in een. Daarbij hanteerde Terentius een techniek die de inhoud niet aantastte; hij nam één stuk als basis, en vulde dat dan aan met enkele delen uit een ander stuk. Een goed voorbeeld hiervan is het stuk Andria dat Menander als auteur had. Menander's stuk vormde de basis. Dit basismodel heeft Terentius samengevoegd met het stuk Perinthia. Dit heeft soms zulke ingewikkelde scènes opgeleverd dat de toeschouwers het na de voorstelling maar moeilijk na konden vertellen. Een goed voorbeeld hiervan is Heauton Timorumenos. Dit betekent: “Hij die zichzelf wreekt.”
Niettemin, studenten Latijn die lang genoeg doorzetten en de volkstaal, de straattaal begrepen, vonden dat Terentius bijzonder aangenaam en direct schreef. Aelius Donatus, de leraar van Hiëronymus van Stridon, is de oudste commentator op Terentius; zijn commentaar is bewaard gebleven.
Twee schrijvers zijn vergelijkbaar met Terentius. De Pool Joseph Conrad die meesterlijk de Engelse stijl beheerste, en William Beckford, die ervoor koos om zijn Vathek in het Frans te schrijven.
Terentius' zes werken zijn allemaal bewaard gebleven. Deze zes blijspelen zijn:
- Andria (Het meisje van Andros) (166 v.Chr.)
- Hecyra (De schoonmoeder) (165 v.Chr.)
- Heauton Timorumenos (De Zelfkweller) (163 v.Chr.)
- Eunuchus (De eunuch) (161 v.Chr.)
- Phormio (161 v.Chr.)
- Adelphoe (De Broers) (160 v.Chr.)

De complotten van Terentius gaan, net als in de "Nieuwe Komedie" en de Fabula Palliata over jonge geliefden, over vaders die zich tegen hen verzetten, over slaven die hun meester proberen tevreden te stellen en bijna altijd, aan het einde, over de erkenning die de situatie oplost.

## Ontvangst

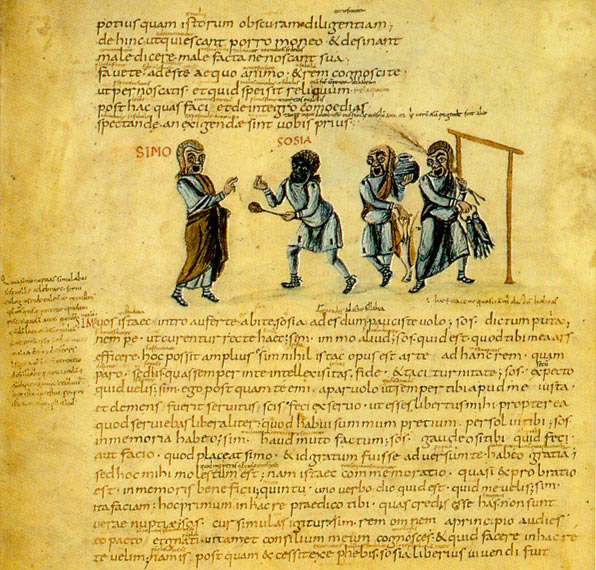
Illustratie bij Andria

Niet al zijn stukken hadden tijdens zijn leven succes. Hecyra is in totaal drie keer opgevoerd. De eerste keer wilden de mensen liever naar koorddansers kijken. De tweede keer ging iedereen weg terwijl de voorstelling nog bezig was, omdat er een gladiatorengevecht begon. Alleen bij de derde tentoonstelling is het einde echt bereikt. Eunuchus werd wel een groot succes. Dit blijspel werd twee keer op één dag uitgevoerd en hij ontving er 8000 sestertiën voor.
In de middeleeuwen en de renaissance werd de combinatie van hoge moraliteit en elegantie van taal zeer bewonderd.
De eerste gedrukte uitgave van Terentius' werk verscheen in Straatsburg in 1470. De eerste uitvoering sinds de Oudheid van een stuk van Terentius was die van Andria, in 1476 uitgegeven en opgevoerd in Florence.
De middeleeuwse schrijfster Hroswitha van Gandersheim zag haar toneelstukken als een christelijk alternatief voor de heidense stukken van Terentius.
Maarten Luther refereerde dikwijls aan Terentius' inzichten in de menselijke aard, en beval zijn blijspelen aan voor onderwijs aan schoolkinderen.

## Cultureel erfgoed

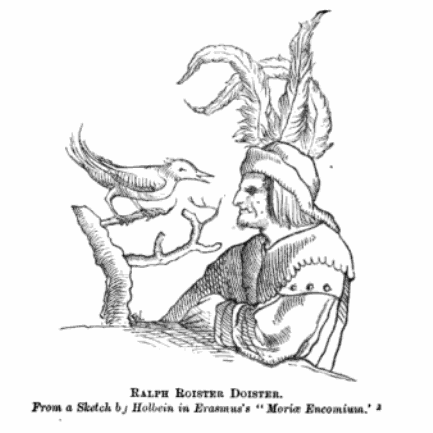
Ralph Roister Doister, parodie op Terentius (tekening van Hans Holbein de Jonge in Desiderius Erasmus's Moriae Encomium, Lof der zotheid).

Terentius' toneelstukken waren een standaard onderdeel van het Latijnse curriculum van de neoklassieke periode. De Amerikaanse president John Adams schreef eens aan zijn zoon, "Terentius is opmerkelijk, voor goede zeden, goede smaak en goed Latijn... Zijn taal heeft eenvoud en een elegantie die geschikt is voor nauwkeurige bestudering; het staat model."
Van twee van de eerste Engels komedies, Ralph Roister Doister en Gammer Gurton's Needle, wordt gedacht dat ze parodieën op Terentius' stukken zijn.
Terentius' bijnaam Afer wordt geïnterpreteerd als Afrika; hij wordt als de eerste dichter van de Afrikaanse diaspora gezien door hele generaties van schrijvers waaronder Juan Latino, Phyllis Wheatley, Alexandre Dumas, Langston Hughes en Maya Angelou.
De Amerikaanse toneelschrijver Thornton Wilder baseerde zijn roman The Woman of Andros op Terentius' stuk dat de naam Andria draagt.

## Muziek
Het muzikale motief van Terentius' blijspel Hecyra, een motief dat werd toegeschreven aan  Flaccus, bleef als enige over van de totale muziektraditie van het Oude Rome. Na onderzoekingen in de 20ste eeuw bleek het Flaccus-motief niet van Flaccus te zijn.

## Beroemde verzen
- Homo sum, humani nihil (of nil) a me alienum puto: Ik ben een mens, niets menselijks acht ik mij vreemd (uit: Heauton Timorumenos, De zelfkweller, v. 77).
- Quot homines, tot sententiae: Zoveel mensen, zoveel meningen (Phormion, v. 454).
- Ovem lupo commisit : Hij heeft het schaap de wolf toevertrouwd (Eunuchus, v. 832).
- Erubuit, salva res est: Hij bloosde, de zaak is in orde (Adelphoe, 4.5.9).

## Nederlandse vertalingen
De zes bewaard gebleven komedies van Terentius zijn door Jacob Hemelrijk naar het Nederlands vertaald. Deze metrische, soms berijmde vertaling verscheen bij Phoenix (1967), en is in 1993 heruitgebracht door Ambo Klassiek.
Eerdere vertalingen zijn van de hand van Cornelis van Ghistele (1555), Jacob Westerbaen (1663). Een proza-vertaling werd geschreven door  Julius Christiaan van Deventer (1862).